# 杵築市
杵築市（日语：／ Kitsuki shi */?）是位于日本大分縣東北部國東半島的一個城市，與大分市隔著別府灣相對。由於與鄰近的速見郡日出町和別府市有共同的歷史文化淵源，因此常被合稱為「別杵速見」或「別速杵地區」。
2005年10月1日，舊杵築市與速見郡山香町、西國東郡大田村合併為新設置的杵築市。

## 歷史
江戶時代為杵築藩松平氏的城下町，並在廢除藩置縣後成為國東半島的政經中心。

### 年表
- 1889年4月1日：實施町村制，現在的轄區在當時分屬：
  - 速見郡杵築町、東村、八坂村、北杵築村、中山香村、東山香村、上村、立石村、山浦村。
  - 東國東郡大內村、奈狩江村。
  - 西國東郡朝田村、田原村。
- 1898年9月27日：立石村改制為立石町。
- 1933年4月1日：大內村被併入杵築町。
- 1936年1月1日：東村被併入杵築町。
- 1938年10月1日：中山香村改制為中山香町。
- 1951年4月1日：中山香町、東山香村、上村合併為山香町。
- 1954年10月1日：朝田村和田原村合併為大田村。
- 1955年3月31日：山香町、立石町、山浦村合併為新設置的山香町。
- 1955年4月1日：杵築町、八坂村、北杵築村、奈狩江村合併為杵築市。
- 1955年8月1日：南端村的部分地區被併入山香町。
- 2005年10月1日：杵築市、山香町、大田村合併為新設置的杵築市。

### 變遷表
| 1889年以前 | 1889年4月1日      | 1889年－1944年               | 1945年－1954年             | 1955年－1988年       | 1988年－現在         | 現在                 |
| ---------- | ----------------- | ---------------------------- | -------------------------- | -------------------- | -------------------- | -------------------- |
|            | 東國東郡 奈狩江村 | 東國東郡 奈狩江村            | 東國東郡 奈狩江村          | 1955年4月1日 杵築市  | 2005年10月1日 杵築市 | 2005年10月1日 杵築市 |
|            | 東國東郡 大內村   | 1933年4月1日 速見郡杵築町    | 杵築町                     | 1955年4月1日 杵築市  | 2005年10月1日 杵築市 | 2005年10月1日 杵築市 |
|            | 速見郡 杵築町     | 1933年4月1日 速見郡杵築町    | 杵築町                     | 1955年4月1日 杵築市  | 2005年10月1日 杵築市 | 2005年10月1日 杵築市 |
|            | 速見郡 東村       | 1936年1月1日 併入杵築町      | 杵築町                     | 1955年4月1日 杵築市  | 2005年10月1日 杵築市 | 2005年10月1日 杵築市 |
|            | 速見郡 八坂村     |                              |                            | 1955年4月1日 杵築市  | 2005年10月1日 杵築市 | 2005年10月1日 杵築市 |
|            | 速見郡 北杵築村   |                              |                            | 1955年4月1日 杵築市  | 2005年10月1日 杵築市 | 2005年10月1日 杵築市 |
|            | 速見郡 中山香村   | 1938年10月1日 改制為中山香町 | 1951年4月1日 山香町        | 1955年3月31日 山香町 | 2005年10月1日 杵築市 | 2005年10月1日 杵築市 |
|            | 速見郡 東山香村   |                              | 1951年4月1日 山香町        | 1955年3月31日 山香町 | 2005年10月1日 杵築市 | 2005年10月1日 杵築市 |
|            | 速見郡 上村       |                              | 1951年4月1日 山香町        | 1955年3月31日 山香町 | 2005年10月1日 杵築市 | 2005年10月1日 杵築市 |
|            | 速見郡 立石村     | 1898年9月27日 改制為立石町   | 1898年9月27日 改制為立石町 | 1955年3月31日 山香町 | 2005年10月1日 杵築市 | 2005年10月1日 杵築市 |
|            | 速見郡 山浦村     |                              |                            | 1955年3月31日 山香町 | 2005年10月1日 杵築市 | 2005年10月1日 杵築市 |
|            | 西國東町 朝田村   | 西國東町 朝田村              | 1954年10月1日 大田村       | 1954年10月1日 大田村 | 2005年10月1日 杵築市 | 2005年10月1日 杵築市 |
|            | 西國東町 田原村   |                              | 1954年10月1日 大田村       | 1954年10月1日 大田村 | 2005年10月1日 杵築市 | 2005年10月1日 杵築市 |

## 交通

### 鐵路
- 九州旅客鐵道
- 日豐本線：立石車站 - 中山香車站 - 杵築車站

過去曾有國東鐵道的大分交通國東線通過，但已於1966年4月1日停駛。

### 道路
高速道路
- 大分空港道路：杵築交流道
- 大分自動車道：僅通過轄區，位在轄區內設有任何設施。

## 觀光資源

### 景點
- 七雙子古墳群
- 中華鱟棲息地
- 若宮八幡社
- 白鬚田原神社
- 羽門瀑布
- 轟地藏

### 祭典、活動
- 杵築城祭：5月
- 天神祭：7月
- 國東半島鐵人三項：9月
- 濁酒祭：10月17日、10月18日
- 若宮八幡社祭典：12月

## 教育

### 高等學校
- 大分縣立杵築高等學校
- 大分縣立山香農業高等學校

## 本地出身之名人
- 重光葵：外交官、前日本外務大臣
- 綾部健太郎：日本眾議院議長
- 金丸鐵：法政大學的前身東京法學社的創辦人之一
- 伊藤修：法政大學的前身東京法學社的創辦人之一
- 麻田剛立：天文學者
- 堀悌吉：大日本帝國海軍軍人
- 佐野學：前日本共產黨委員長
- 物集高世：豐後國出身之國學者
- 物集高見：豐後國出身の國學者，物集高世之長子
- 安部友惠：馬拉松選手

## 外部連結
- （日語） 杵築市觀光協會 （页面存档备份，存于）
- （日語） 杵築市地區情報網站 （页面存档备份，存于）
- （日語） 杵築市商工會
- （日語） 山香町觀光協會 （页面存档备份，存于）